# Joseph-Alexandre Müller
Joseph-Alexandre Müller, també conegut com a J. A. Müller, (Echternach, 16 de juliol de 1854 – Ciutat de Luxemburg, 13 de novembre de 1931) fou un compositor luxemburguès.
Nascut el 16 de juliol de 1854 a Echternach, esdevingué professor d'educació primària. També fou organista i compongué nombroses cançons de folk, posant música a obres poètiques dels seus contemporanis. Morí a Ciutat de Luxemburg el 13 de novembre de 1931.

## Obres registrades
- Du gutt Mamm, verloss ("Ech wees eng Mamm"), LMK066
- Eichentod, LMK070
- Eichentod Seite 11 Schön ist die Welt, LMK154
- Eng Kineksrous, LMK006
- Kee schéinert Gleck, LMK246
- Mäi Letzebuerg, LMK005
- Wann d'Klacke lauden, LMK049